# Aeroportul Jacmel
Aeroportul Jacmel (IATA: JAK, ICAO: MTJA) este un aeroport din Haiti ce deservește zona Jacmel. A fost numit după zona deservită.
Situat la o altitudine de 51 m, aeroportul dispune de o singură pistă.